# Paul Biran

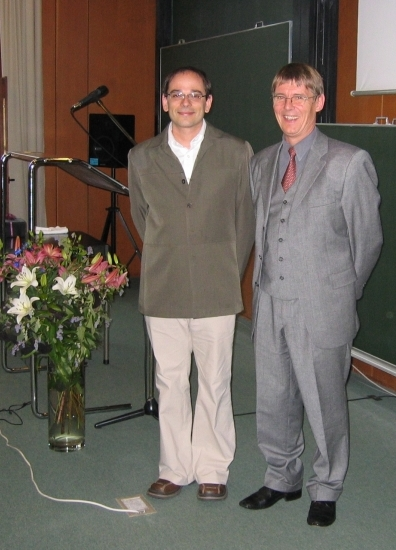
Paul Biran durante a concessão do Prêmio Oberwolfach (esquerda, com Gert-Martin Greuel), 2004.

Paul Ian Biran (em hebraico:  פאול בירן‎; Bucareste, 25 de fevereiro de 1969) é um matemático israelense, que trabalha com topologia simplética e geometria algébrica.
Biran chegou em Israel em 1971. Após cinco anos de serviço militar de 1987 a 1992 estudou na Universidade de Tel Aviv, onde obteve um doutorado em 1997, orientado por Leonid Polterovich, com a tese Geometry of symplectic packing. De 1997 a 1999 foi Szegö Assistant Professor na Universidade Stanford. Foi depois lecturer na Universidade de Tel Aviv, a partir de 2005 professor associado e a partir de 2008 professor. É desde 2009 professor de matemática do Instituto Federal de Tecnologia de Zurique.
Recebeu o Prêmio Oberwolfach de 2003 e o Prêmio EMS de 2004 (palestra de premiação: Symplectic topology and algebraic families). Foi palestrante convidado do Congresso Internacional de Matemáticos em Pequim (2002: Geometry of symplectic intersections). Recebeu o Prêmio Erdős de 2006. Em 2013 foi eleito membro da Academia Leopoldina.